# 青春と読書
『青春と読書』（せいしゅんとどくしょ）は、株式会社集英社が発行する文芸雑誌、出版社PR誌。月刊誌。

## 概要
1966年（昭和41年）9月に創刊された。判型はA5判。毎月20日に発売されている。雑誌コードは05665。2018年3月号で通巻500号を達成している。本誌に連載された木内昇『漂砂のうたう』は、第144回直木三十五賞を受賞している。本誌に連載された唯川恵『今夜 誰のとなりで眠る』は、第10回島清恋愛文学賞の候補作に選ばれている。
集英社の新刊情報、連載小説、エッセイ、対談、書評などを掲載している。執筆陣には人気作家を起用している。定期購読と書店での無料配布で展開している。本誌連載の後、ハードカバー化されて集英社より刊行されるケースが多いが、茂木健一郎『挑戦する脳』などのように、ハードカバーを経ずに集英社新書に収録されることもある。集英社が主催する開高健ノンフィクション賞の受賞作が発表されている。
出版社が発行するPR誌には他に、『IN★POCKET』（講談社）、『図書』（岩波書店）、『波』（新潮社）、『本の旅人』（KADOKAWA）、『asta*』（ポプラ社）などがある。

## 過去の連載作品
- 大岡玲『永遠の夏休み ひかりと本と風と』
- 上坂冬子『教育の忘れもの 東京の学生寮・和敬塾』
- 木内昇『漂砂のうたう』
- 栗田有起『コトリトマラズ』
- 小池真理子『肉体のファンタジア』
- 今野敏『寮生 一九七一年、函館。』
- 三宮麻由子『ロング・ドリーム 願いは叶う』
- 椎名誠『岳物語』
- 高野秀行『またやぶけの夕焼け』
- 津本陽『月とよしきり』
- 宮下奈都『太陽のパスタ、豆のスープ』
- 茂木健一郎『挑戦する脳』
- 山本幸久『GO!GO!アリゲーターズ』
- 唯川恵『今夜 誰のとなりで眠る』